# Midhat Frashëri
Midhat Frashëri, también conocido como Lumo Skendo, (1872-1949) fue un escritor y político albanés. Para muchos es considerado un padre del nacionalismo albanés.
Era hijo de Abdyl Frashëri y sobrino de Naim Frashëri. Durante la Segunda Guerra Mundial se opuso a la ocupación albanesa por los italianos y en 1943 constituyó con Ali Klissura el Balli Kombëtar (Frente Nacional), que se enfrentó a los partisanos comunistas. 
El 1945 tuvo que exiliarse en Roma y constituyó uno de los principales referentes nacionalistas en el exilio, enfrentado a Fan Noli y a Zogú I. En 1947 propuso a los EE. UU. infiltrar comandos para luchar contra los comunistas y en 1949 se instaló en los EE. UU. Como escritor utilizó el seudónimo Lumo Skendo y escribió Hidhe Shpuzi (Cenizas y brasas, 1915).